# Усольский район (Пермский край)
Усо́льский райо́н — административный район в Пермском крае России. Территория района входит в состав Березниковского городского округа. С 2004 до 2018 гг. был отдельный Усольский муниципальный район. Административный центр — город Усолье. Площадь — 4637,48 км². Население — ↘13 445 чел. (2025). Национальный состав (2010): русские — 94,8 %, татары — 1,4 %, коми-пермяки — 1 %.

## География
Граничит на севере с Соликамским районом, на востоке — с территорией, подчинённой городу Александровску, на юге — с Добрянским и Юсьвинским районами, на западе — с Кудымкарским и Косинским районами Пермского края. Площадь района — 4637,48 км².
Водные ресурсы района представлены поверхностными и подземными, а также минерально-питьевыми и лечебно-столовыми водами.

## История
В феврале 1918 года село Новое Усолье (с марта — город Усолье) стало центром Соликамского уезда, а с ноября 1923 года — центром Верхне-Камского округа Уральской области, в который вошли территории Усольского и Чердынского уездов. В 1924 года округ был разделён на 7 районов: в том числе Лёнвенский район с центром в селе Лёнва, а с 1925 года — в городе Усолье, который был одновременно центром Верхне-Камского округа и не входил в район. В сентябре 1928 года центр Верхне-Камского округа перенесён из Усолья в город Соликамск.
23 июля 1930 года, постановлением ВЦИК, Верхне-Камский округ упразднён, но районное деление Уральской области осталось. В августе 1930 года Лёнвинский (Усольско-Ленвинский) район был упразднён, а его территория включена в новообразованный Березниковский район с центром сперва в Соликамске, а с октября 1930 года — в посёлке Березники.
20 марта 1932 года Постановлением Президиума ВЦИК РСФСР город Усолье и ряд рабочих и сельских посёлков объединены в один город с присвоением ему наименования — Березники (название утверждено в 1933 году).
С упразднением в январе 1934 года Уральской области район стал частью новообразованной Свердловской области.
В мае 1934 года Березниковский район переименован в Ворошиловский район. На 15 июля 1934 года район включал территорию площадью 13,1 тыс. км², 50 сельсоветов, два города, один рабочий посёлок и 677 сельских населённых мест. Население в этих границах на 1 января 1933 года составляло 174,7 тыс. человек, в том числе сельское 76,4 тыс., городское 98,3 тыс., из которых в Березниках 78,6 тыс. человек.
При выделении из Свердловской области в 1938 году Пермской области (в 1940—1957 гг. — Молотовской), Ворошиловский район стал её частью.
30 августа 1940 года Указом Президиума Верховного Совета РСФСР город Усолье вновь выделен из городской черты города Березники и определён центром преобразованного Ворошиловского района Молотовской области. При этом Березники стали городом областного значения и перестали входить в состав района. С этого времени берёт отсчёт современные примерные очертания района. На 1 января 1941 года Ворошиловский район имел площадь 6,3 тыс. км², 22 сельсовета, 1 город (Усолье) и 1 рабочий посёлок, а на 1 января 1947 года Ворошиловский район занимал площадь 4,4 тыс. км² и включал 21 сельсовет, 1 город (Усолье) и 1 пгт.
В 1957 году Ворошиловский район переименован в Усольский, а 4 ноября 1959 года — в Березниковский. Указом Президиума Верховного Совета РСФСР от 1 февраля 1963 года Березниковский район был ликвидирован, а его населённые пункты переданы в подчинение г. Березники и г. Соликамска, а также в Соликамский сельский район. К последнему из Березниковского района отошли Берёзовский, Верх-Кондасский, Володино-Каменский, Кондасский, Кузнецовский, Лубянский, Ощепковский, Рассохинский, Романовский, Сороковский, Таманский, Толокновский, Шишкинский и Щекинский сельсоветы. В подчинение Березникам перешли город Усолье и рабочий посёлок Орёл, а также Зырянский, Пыскорский и Троицкий сельсоветы.
12 января 1965 года Усольский район был восстановлен и существует до настоящего времени. Троицкий сельсовет с 1965 года остался в подчинении Березниковскому горсовету, а Зырянский сельсовет в 1964 году был упразднён, а его населённые пункты присоединены к Троицкому сельсовету (часть затем была напрямую переподчинена горсовету) и затем слились с городом Березники. На 1 июля 1969 года Усольский район на площади 4,7 тыс. км²  включал 1 город, 1 пгт и 16 сельсоветов: Берёзовский, Верх-Кондасский, Володино-Каменский, Кондасский, Кузнецовский, Лубянский, Ощепковский, Пыскорский, Рассохинский, Романовский, Сороковский, Таманский, Толокновский, Шемейнский, Шикинский и Щекинский сельсоветы. На 1 января 1981 года Усольский район площадью 4666 км² делился на город Усолье, рабочий посёлок Орёл и 11 сельсоветов: Берёзовский, Верх-Кондасский, Кондасский, Лысьвенский, Ощепковский, Пыскорский, Романовский, Сороковский, Таманский, Шемейнский и Щекинский. К 2004 году территория Троицкого сельсовета из подчинения администрации города Березники была передана в Усольский район. В 2009 году пгт Орёл преобразован в сельский посёлок. В 2018 году все населённые пункты района были переподчинены городу Березникам в рамках его городского округа.

## Население
| 1959    | 1970    | 1979    | 1989    | 2000    | 2002    | 2005    | 2006    | 2007    |
| ------- | ------- | ------- | ------- | ------- | ------- | ------- | ------- | ------- |
| 44 794  | ↘29 341 | ↘19 958 | ↘16 265 | ↘13 819 | ↘13 398 | ↗14 696 | ↘14 400 | ↘14 000 |
| 2008    | 2009    | 2010    | 2011    | 2012    | 2013    | 2014    | 2015    | 2016    |
| ↘13 788 | ↘13 720 | ↗14 232 | ↘14 169 | ↗14 190 | ↘14 048 | ↗14 074 | ↗14 241 | ↗14 275 |
| 2017    | 2018    | 2019    | 2020    | 2021    | 2023    |         |         |         |
| ↘14 233 | ↗14 262 | ↘14 205 | ↘13 953 | ↘13 728 | ↘13 445 |         |         |         |

### Урбанизация
Городское население (город Усолье) составляет  48,26 % от всего населения района.

### Национальный состав
По итогам переписи 2010 года: русские — 94,79 %; татары — 1,36 %; коми-пермяки — 0,96 %.

## Населённые пункты
В Усольском районе 69 населённый пункт, в том числе 1 город и 68 сельских населённых пунктов.
| №  | Населённый пункт  | Тип     | Население | Бывшее муниципальное образование |
| -- | ----------------- | ------- | --------- | -------------------------------- |
| 1  | Усолье            | город   | ↘6489     | Усольское городское поселение    |
| 2  | Белая Пашня       | деревня | →154      | Романовское сельское поселение   |
| 3  | Берёзовка         | село    | ↗559      | Усольское городское поселение    |
| 4  | Большое Кузнецово | деревня | 6         | Усольское городское поселение    |
| 5  | Быстрая           | деревня | 10        | Усольское городское поселение    |
| 6  | Быстринская База  | деревня | 2         | Усольское городское поселение    |
| 7  | Васильева         | деревня | 4         | Усольское городское поселение    |
| 8  | Вересовая         | деревня | 0         | Усольское городское поселение    |
| 9  | Верх-Кондас       | село    | 118       | Усольское городское поселение    |
| 10 | Верхние Новинки   | деревня | 9         | Усольское городское поселение    |
| 11 | Вогулка           | деревня |           | Романовское сельское поселение   |
| 12 | Вогулка           | посёлок | ↗214      | Романовское сельское поселение   |
| 13 | Володин Камень    | деревня | ↘28       | Романовское сельское поселение   |
| 14 | Вяткино           | деревня | 1         | Усольское городское поселение    |
| 15 | Городище          | деревня | 29        | Усольское городское поселение    |
| 16 | Гунина            | деревня | 19        | Усольское городское поселение    |
| 17 | Дзержинец         | посёлок | →36       | Романовское сельское поселение   |
| 18 | Железнодорожный   | посёлок | ↘1332     | Троицкое сельское поселение      |
| 19 | Жуклино           | деревня | ↗3        | Романовское сельское поселение   |
| 20 | Загижга           | деревня | 11        | Усольское городское поселение    |
| 21 | Закаменная        | деревня | →3        | Романовское сельское поселение   |
| 22 | Заразилы          | деревня | 22        | Усольское городское поселение    |
| 23 | Зуево             | деревня | ↗19       | Романовское сельское поселение   |
| 24 | Зыряна            | деревня | 16        | Усольское городское поселение    |
| 25 | Игнашина          | деревня | 19        | Усольское городское поселение    |
| 26 | Казарма 192 км    | нп      | 0         | Троицкое сельское поселение      |
| 27 | Карандашова       | деревня | 4         | Усольское городское поселение    |
| 28 | Кедрово           | деревня | 5         | Усольское городское поселение    |
| 29 | Кекур             | деревня | 22        | Усольское городское поселение    |
| 30 | Кокуй             | деревня | 6         | Усольское городское поселение    |
| 31 | Кокшарово         | деревня | 0         | Троицкое сельское поселение      |
| 32 | Кондас            | деревня | 92        | Орлинское сельское поселение     |
| 33 | Левино            | деревня | 36        | Усольское городское поселение    |
| 34 | Лемзер            | посёлок | 86        | Усольское городское поселение    |
| 35 | Лубянка           | деревня | 0         | Усольское городское поселение    |
| 36 | Лысьва            | посёлок | 205       | Усольское городское поселение    |
| 37 | Малое Романово    | деревня | ↘6        | Романовское сельское поселение   |
| 38 | Малютина          | деревня | 7         | Усольское городское поселение    |
| 39 | Маслы             | деревня | 15        | Усольское городское поселение    |
| 40 | Мостовая          | деревня | 7         | Усольское городское поселение    |
| 41 | Нижние Новинки    | деревня | 11        | Усольское городское поселение    |
| 42 | Николаев Посад    | посёлок | 32        | Троицкое сельское поселение      |
| 43 | Овиново           | деревня | 11        | Усольское городское поселение    |
| 44 | Огурдино          | посёлок | 80        | Орлинское сельское поселение     |
| 45 | Орёл              | посёлок | ↘1556     | Орлинское сельское поселение     |
| 46 | Ощепково          | село    | 156       | Усольское городское поселение    |
| 47 | Петрово           | деревня | 45        | Орлинское сельское поселение     |
| 48 | Пешково           | деревня | 40        | Орлинское сельское поселение     |
| 49 | Полом             | деревня | 16        | Усольское городское поселение    |
| 50 | Пыскор            | село    | ↘885      | Усольское городское поселение    |
| 51 | Разим             | деревня | →4        | Романовское сельское поселение   |
| 52 | Расцветаево       | посёлок | 36        | Усольское городское поселение    |
| 53 | Релка             | деревня | 8         | Усольское городское поселение    |
| 54 | Романово          | село    | ↗684      | Романовское сельское поселение   |
| 55 | Сгорки            | деревня | 14        | Усольское городское поселение    |
| 56 | Селино            | деревня | 1         | Усольское городское поселение    |
| 57 | Сибирь            | деревня | →15       | Романовское сельское поселение   |
| 58 | Солнечный         | посёлок | ↗9        | Романовское сельское поселение   |
| 59 | Сороковая         | деревня | 37        | Усольское городское поселение    |
| 60 | Таман             | село    | ↘82       | Усольское городское поселение    |
| 61 | Трезубы           | деревня | 23        | Усольское городское поселение    |
| 62 | Троицк            | село    | 14        | Троицкое сельское поселение      |
| 63 | Турлавы           | деревня | 208       | Орлинское сельское поселение     |
| 64 | Шварева           | деревня | 9         | Усольское городское поселение    |
| 65 | Шварево           | деревня | 16        | Усольское городское поселение    |
| 66 | Шемейный          | посёлок | 267       | Усольское городское поселение    |
| 67 | Шиши              | деревня | 32        | Троицкое сельское поселение      |
| 68 | Шишкино           | деревня | 4         | Усольское городское поселение    |
| 69 | Щекино            | село    | ↘217      | Усольское городское поселение    |

По состоянию на 1 января 1981 года на территории Усольского района находились 87 населённых пунктов, в том числе 1 город, 1 рабочий посёлок (Орёл) и 85 сельских населённых пунктов. Орёл в 2009 году был преобразован в сельский населённый пункт (посёлок).
Посёлок Девятый километр переименован в Солнечный.

### Упразднённые населённые пункты
- 2005 год — деревни Осинник, Балахонцы, Ломовая и посёлок Каменский[33],
- 2008 год — деревни Палашер, Петухи, Рассохи и посёлок Восьмой километр (8 км)[34],
- 2011 год — деревня Большая Сутяга[35],
- 2022 год — деревни Высокова, Комино, Лобаны[36].
- 2023 год — деревня Плеханово включена в состав села Пыскор.
- 2025 год — деревня Пишмино

## Муниципальное устройство
В рамках организации местного самоуправления территория района относится к Березниковскому городскому округу, с 2004 до 2018 гг. здесь функционировал Усольский муниципальный район.
В 2004 году в новообразованном Усольском муниципальном районе были созданы 6 муниципальных образований, в том числе 1 городское и 5 сельских поселений. В 2013 году были упразднены два из последних: Пыскорское сельское поселение и сельское поселение Берёзовка на Каме, которые были включены в Усольское городское поселение.
| № | Наименование                   | Административный центр  | Количество населённых пунктов | Население (чел.) |
| - | ------------------------------ | ----------------------- | ----------------------------- | ---------------- |
| 1 | Усольское городское поселение  | город Усолье            | 48                            | ↗9015            |
| 2 | Орлинское сельское поселение   | посёлок Орёл            | 6                             | ↗2249            |
| 3 | Романовское сельское поселение | село Романово           | 13                            | ↗1284            |
| 4 | Троицкое сельское поселение    | посёлок Железнодорожный | 6                             | ↘1714            |

В 2018 году Усольский муниципальный район был упразднён, а все входившие в его состав сельские и городское поселения были объединены с городом Березники в новое муниципальное образование город Березники со статусом городского округа.

## Экономика
Развита лесная, деревообрабатывающая промышленность и направление по изготовлению мебели.
Основная специализация сельскохозяйственного производства — молочно-мясная.

## Известные уроженцы
Кравчук, Виктор Петрович (род. 1961) — командующий Балтийским флотом ВМФ РФ, вице-адмирал.